# Chorinaeus longicornis
Chorinaeus longicornis är en stekelart som beskrevs av Thomson 1887. Chorinaeus longicornis ingår i släktet Chorinaeus och familjen brokparasitsteklar. Arten är reproducerande i Sverige. Inga underarter finns listade i Catalogue of Life.